# Machine soufflante

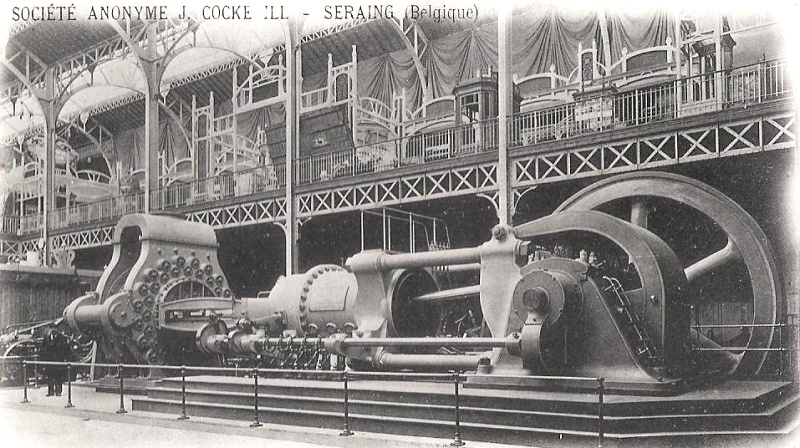
Machine soufflante de 158 tonnes développée par Delamare-Deboutteville et Malendrin et la S.A. John Cockerill avec un seul cylindre développant une puissance de 600 chevaux, grand prix à l'Exposition universelle de 1900 à Paris.

Schéma de principes des filières de fabrication traditionnelle de l'acier :
: haut fourneau ;
: épurateur ;
: récupérateurs cowpers ;
: machine soufflante.

Une machine soufflante est l'organe d'un haut fourneau ou d'une forge qui fournit l'air de combustion, appelé vent, nécessaire à leur fonctionnement. L'air en sort à une pression comprise entre 0,2  et   0,5 bar (bar relatif à la pression atmosphérique), intermédiaire entre celle délivrée par un ventilateur centrifuge et un compresseur.
Initialement constituée de roues à aubes actionnant des soufflets, la machine à vapeur motorise les soufflantes dès 1776, quand l'ingénieur écossais James Watt et l'ingénieur et industriel et sidérurgiste britannique, John Wilkinson installent une machine à vapeur dans la forge de ce dernier . Les pistons en fonte remplacent de même les soufflets à cette époque :
« La plupart des soufflets de forge […] ne diffèrent des soufflets d'appartements que par leurs dimensions, leur forme est la même. Depuis quelques années on leur a préféré des soufflets à cylindre et piston. Les Machines soufflantes sont des pompes de même genre que les pompes aspirantes et foulantes qui servent à élever les eaux et tout ce qu'on a dit sur ces dernières pour obtenir un jet d'eau continu s'applique également aux soufflets cylindriques qui doivent produire un jet d'air continu à l'extrémité du canon. La régularité du vent qui entretient la combustion dans les fourneaux est de la plus grande importance pour le succès des opérations métallurgiques. De tous les moyens d'obtenir cette régularité le plus certain consiste à donner au réservoir d'air de très grandes dimensions en sorte que l'air qui sort à chaque coup de soufflet par la tuyère soit d'un très petit volume par rapport à la capacité du réservoir. »
— Jean-Nicolas-Pierre Hachette, Traité élémentaire des machines
Par la suite, les gaz sidérurgiques (gaz de haut fourneau et gaz de cokerie) servent de carburant dans les machines soufflantes basées sur le moteur à gaz. En effet, la taille croissante des hauts fourneaux (donc les pertes de charge) et le réchauffage du vent (qui implique à la fois de passer au travers des fours à vent chaud et d'injecter un vent qui se dilate) nécessitent des puissances motrices beaucoup plus importantes : les roues à aubes sont alors abandonnées. Par contre, les machines alimentées directement au gaz de haut fourneau sont très sensibles à une épuration imparfaite du gaz. Ainsi, au début des années 1900, il est encore courant de disposer de quelques soufflantes à vapeur pour pallier une défaillance simultanée de tous les moteurs à gaz, généralement conséquence d'un dysfonctionnement de l'épuration des gaz fournis par un haut fourneau.

Au début du XXe siècle, les pistons ont été progressivement abandonnés au profit de compresseurs centrifuges ou turbocompresseurs. Les machines soufflantes actuelles fonctionnent généralement à l'électricité.

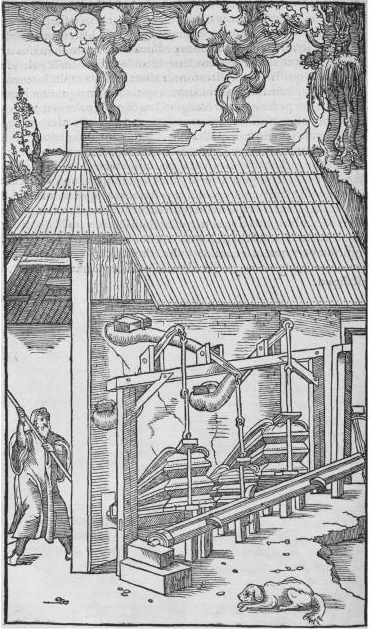
De Re Metallica par Georgius Agricola. Haut fourneau et batterie de soufflets.
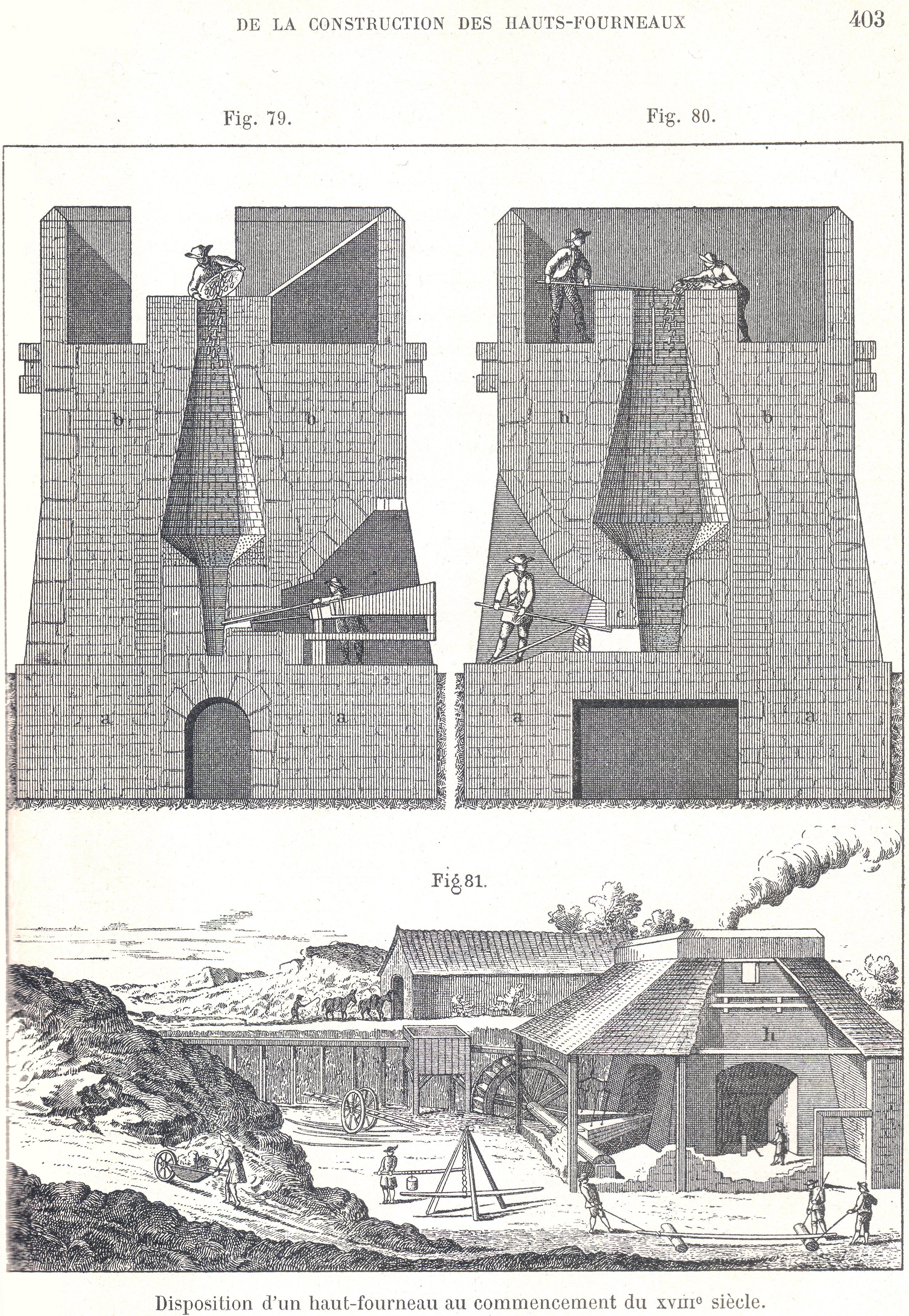
Représentation d'un haut fourneau au XVIIe siècle. Sur la coupe en haut à gauche (fig. 79), on distingue un soufflet.
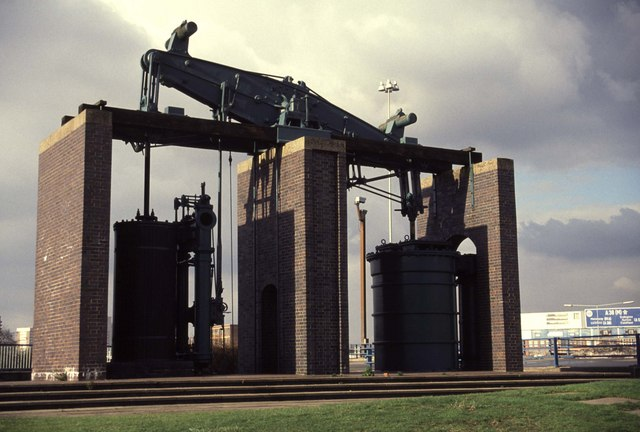
Machine soufflante construite par la firme Boulton & Watt.
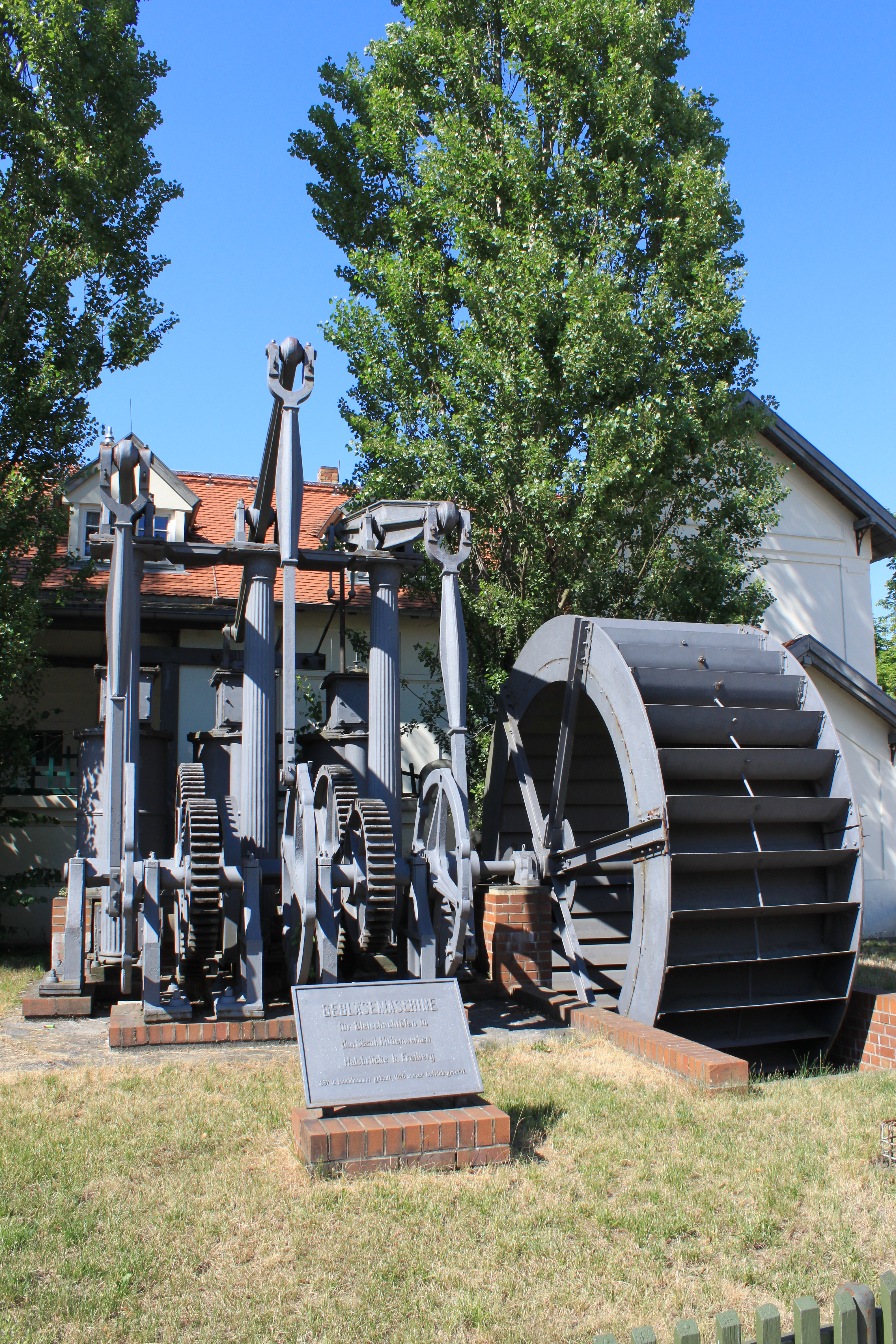
Machine soufflante pour four à plomb, à Lauchhammer construite en 1837 pour les fonderies d'État de Halsbrücke. La machine a fonctionné jusqu'en 1925.
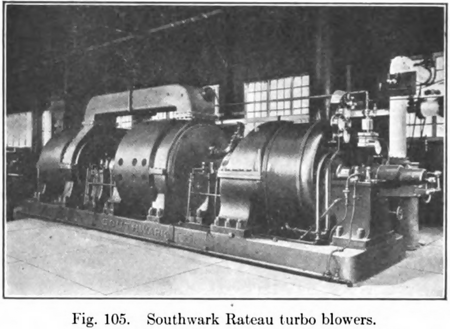
Turbosoufflante de Rateau, en service au début du XXe siècle à Philadelphie.
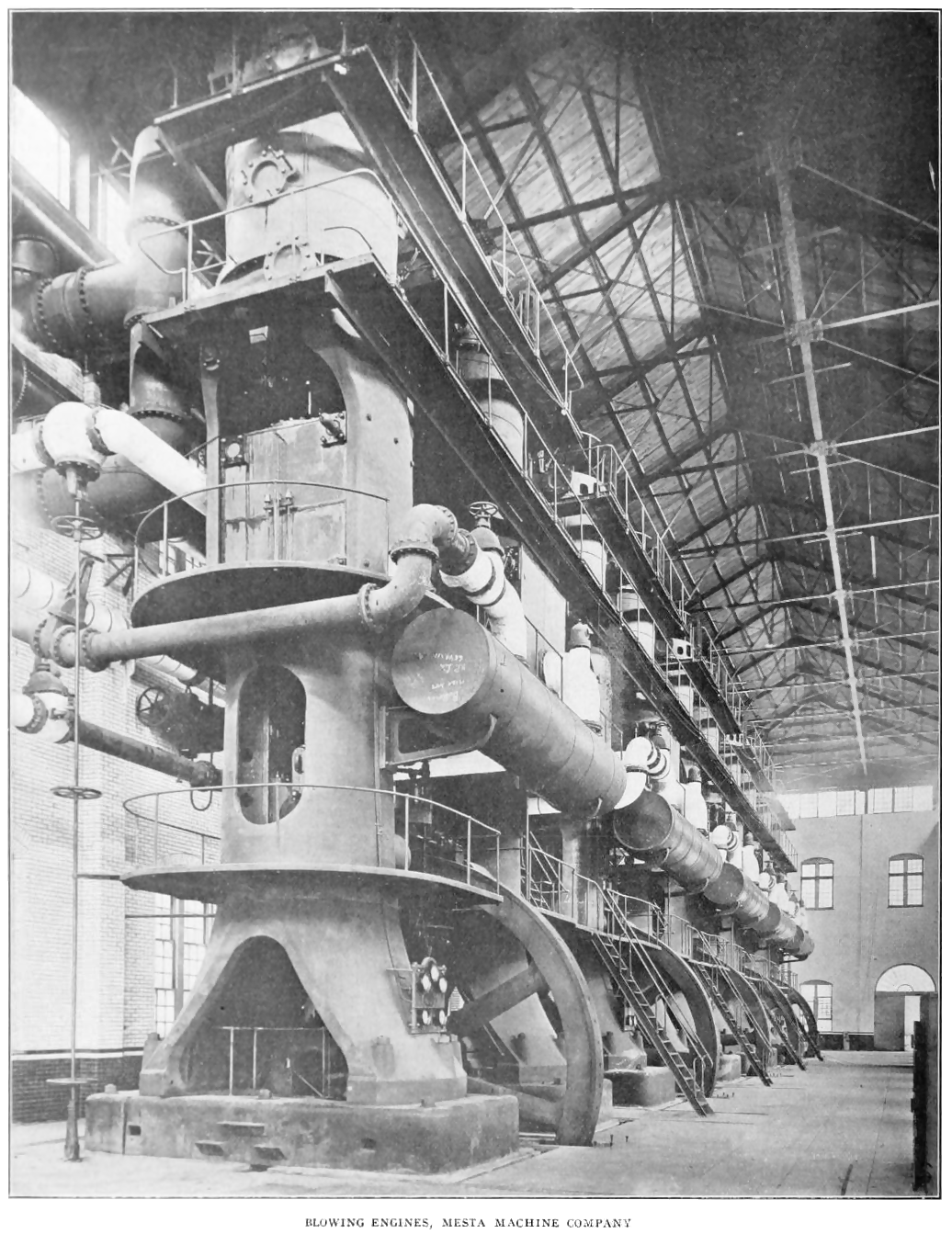
Soufflante de haut fourneau construite en 1907 par Mesta Machine Company